# Herbert Lehn
Herbert Lehn (* 7. November 1932; † 31. März 2023) war ein deutscher Fußballspieler. Der Halbstürmer im damaligen WM-System absolvierte beim SV Waldhof Mannheim von 1958 bis 1962 insgesamt 26 Ligaspiele (3 Tore) in der damals erstklassigen Fußball-Oberliga Süd sowie 121 Ligaspiele in der 2. Liga Süd, wo er in fünf Runden 38 Tore erzielte und in den Jahren 1958 und 1960 den Meistertitel mit den Blau-Schwarzen errang. Nach seiner Spielerkarriere war er als Trainer im Amateurbereich tätig.

## Vereine

### FV Hockenheim, bis 1955
Mit dem Fußball im Verein begann der Schüler und Jugendliche Herbert Lehn in seiner Heimatgemeinde Hockenheim, 20 km südlich von Mannheim im heutigen Rhein-Neckar-Kreis gelegen, beim dortigen Fußballverein 08. Ab der Saison 1950/51 spielte er mit den Blau-Weißen in der 1. Amateurliga Nordbaden und errang dort in der Runde 1952/53 hinter dem Karlsruher Stadtteilverein FV Daxlanden die Vizemeisterschaft. Damit war die Mannschaft des schwarzhaarigen Balltechnikers und Kombinationsspielers mit Abschlussqualitäten für den Wettbewerb um die deutsche Amateurmeisterschaft qualifiziert. Dort belegte man hinter dem souveränen Gruppensieger und späteren deutschen Amateurmeister SV 09 Bergisch Gladbach, vor den weiteren Konkurrenten FSV Schifferstadt und FC 08 Villingen, den 2. Rang. Nach zwei weiteren Verbandsrunden mit dem FV 08 in der 1. Amateurliga nahm der nordbadische Amateurauswahlspieler – Lehn lief unter anderem am 26. September 1954 in der Auswahl von Nordbaden beim 4:1-Erfolg in Sindelfingen gegen Württemberg in der ersten Runde im Länderpokal an der Seite der Außenläufer Max Schwall und Horst Kunzmann auf und brachte mit seinem Treffer Nordbaden mit 1:0 in Führung – das Angebot des SV Waldhof Mannheim zur Saison 1955/56 an und wechselte an den Mannheimer Alsenweg in die 2. Liga Süd. Lehn hatte von 1950 bis 1955 für den FV Hockenheim in der 1. Amateurliga Nordbaden 140 Rundenspiele bestritten und dabei 42 Tore erzielt. Sein persönlich beste Bilanz bei den Nullachtern glückte in seiner letzten Runde 1954/55 unter Spielertrainer Georg Herbold und an der Seite des alten Gauligaakteurs Karl Ramge, als er in 31 Ligaeinsätzen 16 Tore beim Erreichen des 6. Tabellenranges erzielte.

### Waldhof Mannheim, 1955 bis 1962
Lehn gehörte sofort der Stammbesetzung des SV Waldhof in der 2. Liga Süd an. Er belegte mit seinem neuen Verein in seiner Debütsaison bei den Blau-Schwarzen den siebten Rang. Eine eklatante Auswärtsschwäche (6:28 Punkte) stand einer guten Heimstärke (31:3 Punkte) gegenüber. Eine Hauptursache der Stagnation lag auch in fast ständig wechselnden Mannschaftsaufstellungen. In 30 Zweitligaspielen erzielte der Neuzugang aus Hockenheim als Halbstürmer an der Seite von Horst Lebefromm (28 Tore) und Heinz Hohmann (10 Tore) sieben Treffer. Mitte März 1956 hatte der alte Waldhof-Ligaspieler Ludwig Günderoth Trainer Fritz Weidinger abgelöst. Unter dem neuen Trainer Árpád Medve gehörte Lehn auch in den zwei folgenden Zweitligajahren der Stammbesetzung von Waldhof an. Wurde 1957 der 7. Rang belegt – Lehn hatte in 33 Ligaspielen erneut sieben Tore erzielt –, ging der Weg von Waldhof unter Medve in der Saison 1957/58 in der Tabelle nach vorne. Das Team vom Waldhofstadion am Alsenweg stand in der dritten Zweitligasaison von Lehn dagegen nach sieben Spieltagen ungeschlagen an der Tabellenspitze. In der Rückrunde sicherte sich Waldhof mit einem 4:1-Erfolg gegen den bisherigen Tabellenführer VfL Neustadt vor 18.000 Zuschauern, am 11. Mai 1958 im Waldhof-Stadion vor 17.000 Zuschauern mit einem 3:3 gegen Vizemeister TSG Ulm 1846 und einem 3:1 im letzten Heimspiel am 8. Juni 1958 gegen den FC Bayern Hof die Meisterschaft und damit die Rückkehr in die Oberliga Süd. Lehn mit einem Treffer und Lebefromm mit zwei Toren hatten für den Sieg gesorgt. Torhüter Lennert sowie das Verteidigerpaar Fritz Rößling und Albert Preis bildeten in der Meisterschaftsrunde überwiegend das Schlussdreieck der Blau-Schwarzen. Die Angriffsreihe mit Reinhold Cornelius, Lehn, Lebefromm, Hohmann und Richard Straub hatte den Großteil der 83 erzielten Treffer zustande gebracht und damit großen Anteil am Meisterschaftsgewinn und der Rückkehr des SV Waldhof in die Oberliga Süd. In 32 Ligaspielen hatte Lehn elf Tore erzielt.
Der Start in die Oberliga gelang mit zwei Erfolgen gegen die SpVgg Fürth (3:2) und einem 2:0-Heimerfolg gegen den VfB Stuttgart. Waldhof schien in der Oberliga Süd angekommen zu sein. Nach der 1:2-Heimniederlage im Lokalderby gegen die Blau-Weiß-Roten vom VfR Mannheim am 21. September vor 15.000 Zuschauern, ging dem Aufsteiger aber die Luft aus. Das gipfelte in der Hinrunde in der 1:9-Heimniederlage am 2. November 1958 gegen den FC Bayern München. Nach der Vorrunde nahm der SV Waldhof mit 8:22 Punkten den vorletzten Tabellenplatz ein. In der Rückrunde setzte sich der Abwärtstrend fort: Insbesondere die 3:6-Heimniederlage gegen den Tabellenletzten BC Augsburg am 15. Februar 1959 zerstörte die letzten Hoffnungen auf den Klassenerhalt. Die 0:8-Niederlage beim 1. FC Nürnberg am 7. März und die 3:7-Heimniederlage gegen den Karlsruher SC am 5. April 1959 passten in die desolaten Vorstellungen der Rückrunde. Mit einem 3:3-Remis am 10. Mai 1959 beim FC Schweinfurt 05 verabschiedete sich der SV Waldhof wieder in die 2. Liga Süd. Lehn hatte in 18 Oberligaeinsätzen drei Tore erzielt.
Nach Abschluss der Hinrunde 1959/60 belegte der SV Waldhof den vierten Tabellenrang in der 2. Liga Süd. Klaus Sinn gehörte jetzt dem Team an und als Mittelläufer agierte Wolfgang Höfig. Zum letzten und entscheidenden Heimspiel gegen den Nachbarn SpVgg Amicitia Viernheim kamen am 15. Mai 1960 rund 10.000 Zuschauer ins Waldhof-Stadion. Mit einem 5:1 feierte Waldhof die Meisterschaft und die Rückkehr in die Oberliga Süd. Lehn hatte zumeist als Verbinder an der Seite von Rolf Lederer in 23 Zweitligaspielen 13 Tore erzielt. In der Oberligarunde 1960/61, Waldhof erreichte mit dem 13. Rang den Klassenerhalt, konnte Lehn krankheits- und verletzungsbedingt lediglich drei Rundenspiele absolvieren. Als 1961/62 mit zwei Punkten Rückstand zum FC Schweinfurt 05 auf den rettenden 14. Rang, erneut der Abstieg in die 2. Liga Süd erfolgte, hatte Lehn unter Trainer Adolf Knoll lediglich fünf weitere Oberligaspiele absolviert. Nach dem erneuten Abstieg aus der Oberliga beendete Herbert Lehn im Sommer 1962 seine Vertragsspielerlaufbahn und übernahm als Spielertrainer zur Saison 1962/63 den SV Sinsheim in der 2. Amateurliga Rhein-Neckar.
Insgesamt wird Lehn beim SV Waldhof mit 146 Pflichtspielen mit 41 Toren in der Statistik geführt.

### Trainer
Unmittelbar nach dem Ende seiner Spielertätigkeit beim SV Waldhof übernahm der Mittelfeldspieler zur Saison 1962/63 beim SV 1910 Sinsheim in der 2. Amateurliga Rhein-Neckar die Aufgabe des Spielertrainers. Ab dem Sommer 1964 folgten zwei Jahre beim VfL Wiesloch, ehe er ab 1966 bei der TSG Eintracht Plankstadt erstmals von der Seitenlinie die Rolle des Trainers ausübte. Ab 1968 folgten zwei Stationen im Fußballkreis Bruchsal: Zuerst führte er den B-Ligisten TSV Rheinhausen in die A-Klasse Bruchsal, wobei er auch noch als Spieler bei der Erringung der B-Klassenmeisterschaft mithalf, ehe er 1974/75 den TSV Wiesental in der 2. Amateurliga Mittelbaden betreute. Seine Trainerlaufbahn beendete er im Sommer 1976, als er nochmals in Rheinhausen für eine Saison das Traineramt ausgeübt hatte.